# JoJo (álbum)
JoJo é o álbum de estreia da cantora norte-americana JoJo, lançado em 22 de junho de 2004 pela Da Family Entertainment, Blackground Records e Universal Records. Incorporando pop e R&B, JoJo foi influenciada por Ella Fitzgerald, Bobby Brown e Aretha Franklin. Enquanto gravou o álbum ao longo de um período de oito meses, JoJo trabalhou com produtores incluindo Brian Alexander Morgan, Soulshock and Karlin, Mike City, Bink!, Kwamé "K1 Mill", The Underdogs, dentre outros. JoJo co-escreveu três das 17 faixas originais do álbum. O álbum também contém um cover de "Weak" (1993) do grupo SWV.
O álbum foi precedido pelo lançamento do single de estreia de JoJo, "Leave (Get Out)", que obteve sucesso comercial mundial. Nos Estados Unidos, o single alcançou a 12ª posição da Billboard Hot 100 e o topo da tabela Pop Airplay, fazendo dela a artista mais jovem da história a conquistar o feito. No Reino Unido, a canção atingiu a segunda posição. O single seguinte, "Baby It's You", foi lançado em uma nova versão, com parceria do rapper Bow Wow, e tornou-se o segunda canção da cantora a entrar no top quarenta nos Estados Unidos. No Reino Unido, foi sua segunda canção a alcançar o top dez, com seu pico no número oito. O terceiro e último single do álbum, "Not That Kinda Girl", não entrou nas tabelas estadunidenses, mas obteve sucesso moderado nos gráficos da Austrália e Alemanha.
O álbum estreou na quarta posição da Billboard 200, vendendo 95.000 cópias em sua primeira semana. Recebeu o certificado de platina da Recording Industry Association of America (RIAA) em 15 de novembro de 2004, indicando mais de um milhão de cópias vendidas nos Estados Unidos. No Canadá, o álbum também recebeu o certificado de platina, enquanto recebeu o certificado de ouro no Reno Unido e Alemanha. O álbum vendeu mais de três milhões de cópias mundialmente.
JoJo foi promovido principalmente através de performances ao vivo; JoJo apareceu no On Air with Ryan Seacrest e se apresentou no Kid's Choice Awards de 2004. Ao lado de outros artista, a cantora foi parte da Cingular Buddy Bash Tour e também foi o ato de abertura dos shows europeus da turnê Truth Tour de Usher.
Após uma longa batalha legal com sua antiga gravadora e citando a indisponibilidade do álbum em serviços de streaming, JoJo lançou uma versão regravada do álbum em 21 de dezembro de 2018. Em 24 de setembro de 2021, Blackground Records lançou a versão original de JoJo em todas as plataformas digitais.

## Singles
O single de estreia de JoJo, "Leave (Get Out)", alcançou sucesso crítico e comercial em todo o mundo. Nos Estados Unidos, o single alcançou a 12ª posição da Billboard Hot 100, e também liderou a parada Billboard Pop 100, fazendo dela a artista mais jovem da história a conseguir esse feito, e foi certificado com disco de ouro por 500,000 cópias vendidas. No Reino Unido, o single também teve um bom desempenho, alcançando o 2º lugar. Seu segundo single "Baby It's You" que tem parceria com o rapper Bow Wow, se tornou mais um sucesso da cantora nos Estados Unidos. No Reino Unido, a música se tornou seu segundo single no top 10, chegando ao número oito. O terceiro e último single, "Not That Kinda Girl", teve um bom desempenho na na Austrália e na Alemanha.

## Apresentações
Para promover o álbum JoJo se apresentou e deu entrevista em vários programas de televisão e de rádio, como o "On Air com Ryan Seacrest". Apresentou seu single estréia no Kid's Choice Awards 2004, e no programa musical Top of the Pops. No mesmo ano a cantora foi o ato de abertura da turnê européia do cantor Usher, "Usher's Truth Tour".

## Lista de faixas
| JoJo – Edição padrão |                       |                                                                                               |                                       |         |  |
| N.º                  | Título                | Compositor(es)                                                                                | Produtore(s)                          | Duração |  |
| 1.                   | "Breezy"              | Kwamé Holland Balewa Muhammad Sylvester Jordan, Jr. Thom Bell Roland Chambers Kenny Gamble    | Kwamé "K1 Mill"                       | 3:15    |  |
| 2.                   | "Baby It's You"       | Harvey Mason, Jr. Damon Thomas Eric Dawkins Antonio Dixon                                     | The Underdogs                         | 3:11    |  |
| 3.                   | "Not That Kinda Girl" | Neely Dinkins B. Cola Pietro Muhammad Jordan                                                  | The Co-Stars                          | 3:27    |  |
| 4.                   | "The Happy Song"      | Mike City                                                                                     | Mike City                             | 3:59    |  |
| 5.                   | "Homeboy"             | Roosevelt Harrell III Muhammad Jordan Vincent Herbert The Fireflies Ritchie Adams Mark Barkan | Bink!                                 | 3:35    |  |
| 6.                   | "City Lights"         | Reggie Burrell Ronald Burrell Herbert Stephen Garrett                                         | Reggie Burrell Ronald Burrell Herbert | 4:54    |  |
| 7.                   | "Leave (Get Out)"     | Soulshock Kenneth Karlin Alex Cantrell Phillip "Silky" White                                  | Soulshock and Karlin                  | 4:02    |  |
| 8.                   | "Use My Shoulder"     | Reggie Burrell Ronald Burrell Garrett David Conley Bernard Jackson David Townsend             | Reggie Burrell Ronald Burrell Herbert | 3:43    |  |
| 9.                   | "Never Say Goodbye"   | Mason Thomas Dawkins Dixon                                                                    | The Underdogs                         | 3:51    |  |
| 10.                  | "Weak"                | Brian Morgan                                                                                  | Morgan Herbert [a] Dexter Simmons [a] | 4:50    |  |
| 11.                  | "Keep on Keepin' On"  | Joanna Levesque                                                                               | G.P. [b] Young Freak [b] Levesque [b] | 3:15    |  |
| 12.                  | "Sunshine"            | Herbert Levesque Tremain Saunders                                                             | Herbert Tre Black                     | 3:07    |  |
| 13.                  | "Yes or No"           | Herbert Levesque Saunders Reggie Burrell Ronald Burrell                                       | Herbert Tre Black                     | 3:14    |  |
| 14.                  | "Fairy Tales"         | Herbert Saunders Nastacia Kendall                                                             | Herbert Tre Black                     | 3:45    |  |
| Duração total:       | Duração total:        | Duração total:                                                                                | Duração total:                        | 52:08   |  |

| JoJo – Edição japonesa (faixas bônus) |                                        |                                 |                      |         |  |
| N.º                                   | Título                                 | Compositor(es)                  | Produtor(es)         | Duração |  |
| 15.                                   | "Back and Forth"                       | Herbert Saunders Brian Reeves   | Herbert Tre Black    | 3:29    |  |
| 16.                                   | "Baby It's You" (com part. de Bow Wow) | Mason Thomas Dawkins Dixon      | The Underdogs        | 3:35    |  |
| 17.                                   | "Leave (Get Out)" (Hip Hop Club Mix)   | Soulshock Karlin Cantrell White | Soulshock and Karlin | 4:02    |  |
| 18.                                   | "Leave (Get Out)" (videoclipe)         |                                 |                      | 4:03    |  |

| JoJo – Edição alemã e edição VIP européia (disco um) |                  |                               |                   |         |  |
| N.º                                                  | Título           | Compositor(es)                | Produtor(es)      | Duração |  |
| 1.                                                   | "Butterflies"    | Herbert Saunders Kendall      | Herbert Tre Black | 2:43    |  |
| 16.                                                  | "Back and Forth" | Herbert Saunders Brian Reeves | Herbert Tre Black | 3:29    |  |

| JoJo – Relançamento europeu, edição britânica e edição limitada japonesa |                                        |                            |               |         |  |
| N.º                                                                      | Título                                 | Compositor(es)             | Produtore(s)  | Duração |  |
| 17.                                                                      | "Baby It's You" (com part. de Bow Wow) | Mason Thomas Dawkins Dixon | The Underdogs | 3:35    |  |

| JoJo – Edição especial limitada (AVCD bônus) |                                                     |                                     |                |         |  |
| N.º                                          | Título                                              | Compositor(es)                      | Produtore(s)   | Duração |  |
| 1.                                           | "Leave (Get Out)" (videoCLIPE)                      |                                     |                |         |  |
| 2.                                           | "Baby It's You" (com part. de Bow Wow) (videoclipe) |                                     |                |         |  |
| 3.                                           | "Not That Kinda Girl" (videoclipe)                  |                                     |                |         |  |
| 4.                                           | "Baby It's You" (com part. de Bow Wow) (Radio Edit) | Mason Thomas Dawkins Dixon          | The Underdogs  | 3:35    |  |
| 5.                                           | "Secret Love" (da trilha sonora de Shark Tale)      | Jared Gosselin White Samantha Gibbs | Gosselin White | 3:58    |  |

Notas
- ↑a  significa um produtor adicional
- ↑b  significa um co-produtor

## Desempenho
| Chart (2004)                            | Posição |
| --------------------------------------- | ------- |
| Austrália (ARIA)                        | 86      |
| Canadá (Billboard)                      | 23      |
| França (SNEP)                           | 62      |
| Alemanha (Offizielle Deutsche Charts)   | 54      |
| Irlanda (IRMA)                          | 70      |
| Itália (FIMI)                           | 44      |
| Japão (Oricon)                          | 30      |
| Nova Zelândia (RMNZ)                    | 36      |
| Portugal (AFP)                          | 30      |
| Escócia (Official Scottish Albums)      | 32      |
| Suíça (Schweizer Hitparade)             | 30      |
| Reino Unido (UK Albums Chart)           | 22      |
| Estados Unidos (Billboard 200)          | 4       |
| Estados Unidos (Top R&B/Hip Hop Albums) | 10      |

### Chart de Fim de Ano
| Chart (2004)     | Posição |
| ---------------- | ------- |
| US Billboard 200 | 84      |

## Certificações
| Região                | Certificação | Vendas     |
| --------------------- | ------------ | ---------- |
| Estados Unidos (RIAA) | Platina      | 1,000,000^ |
| Canadá (Music Canada) | Platina      | 100,000^   |
| Alemanha (BVMI)       | Ouro         | 100,000^   |
| Reino Unido (BPI)     | Ouro         | 100,000^   |

## Histórico de Lançamento
| Região         | Data                  | Gravadora                                       |
| -------------- | --------------------- | ----------------------------------------------- |
| Estados Unidos | 22 de junho de 2004   | Da Family Blackground Records Universal Records |
| Canadá         | 29 de junho de 2004   | Universal Records                               |
| Alemanha       | 19 de julho de 2004   | Black Ocean Edel                                |
| Reino Unido    | 6 de setembro de 2004 | Mercury                                         |
| Austrália      | 4 de outubro de 2004  | Universal Records                               |
| Japão          | 21 de outubro de 2004 | Universal Records                               |
| Polonia        | 13 de julho de 2004   | Magic Records                                   |
| Belgia         | 20 de agosto de 2004  | EastWes                                         |